# FIRA-Nationenpokal 1968/69
Der FIRA-Nationenpokal 1968/69 (engl. FIRA Nations Cup) war ein Wettbewerb für europäische Nationalmannschaften in der Sportart Rugby Union. Es handelte sich um die neunte Ausgabe der vom Verband FIRA organisierten Rugby-Union-Europameisterschaft sowie um die vierte Ausgabe unter diesem Namen. Beteiligt waren 13 Mannschaften, die in zwei Divisionen eingeteilt waren. Den Europameistertitel gewann erstmals Rumänien.

## Modus
Tabellenpunkte: Für einen Sieg gab es drei Punkte, für ein Unentschieden zwei Punkte, bei einer Niederlage einen Punkt.
Spielpunkte: 3 Punkte für einen Versuch, 2 Punkte für eine Erhöhung, 3 Punkte für einen Strafstoß, 3 Punkte für ein Dropgoal, 3 Punkte für ein Goal from mark.

## Erste Division
|    | Land             | Spiele | Siege | Unent. | Ndlg. | Spiel- punkte | Diff. | Tabellen- punkte |
| -- | ---------------- | ------ | ----- | ------ | ----- | ------------- | ----- | ---------------- |
| 1. | Rumänien         | 4      | 4     | 0      | 0     | 79:37         | + 42  | 12               |
| 2. | Frankreich       | 4      | 3     | 0      | 1     | 135:35        | + 100 | 10               |
| 3. | Tschechoslowakei | 4      | 2     | 0      | 2     | 66:71         | − 5   | 8                |
| 4. | Deutschland      | 3      | 0     | 0      | 3     | 20:44         | − 24  | 3                |
| 5. | Polen            | 3      | 0     | 0      | 3     | 19:132        | − 113 | 3                |

| 27. Oktober 1968 | Tschechoslowakei | 9 : 18 | Rumänien | Stadion Josefa Kohouta, Říčany |
| 27. Oktober 1968 |                  |        |          | Stadion Josefa Kohouta, Říčany |

| 1. Dezember 1968 | Rumänien | 15 : 14 | Frankreich | Stadionul Dinamo, Bukarest |
| 1. Dezember 1968 |          |         |            | Stadionul Dinamo, Bukarest |

| 5. April 1969 | Deutschland | 6 : 20 | Frankreich A | Köln |
| 5. April 1969 |             |        |              | Köln |

| 27. April 1969 | Frankreich A | 34 : 14 | Tschechoslowakei | Stade Léo-Lagrange, Besançon |
| 27. April 1969 |              |         |                  | Stade Léo-Lagrange, Besançon |

| 15. Juni 1969 | Rumänien | 40 : 11 | Polen | Stadionul Dinamo, Bukarest |
| 15. Juni 1969 |          |         |       | Stadionul Dinamo, Bukarest |

| 25. August 1969 | Tschechoslowakei | 25 : 8 | Polen | Havířov |
| 25. August 1969 |                  |        |       | Havířov |

| 26. Oktober 1969 | Deutschland | 11 : 18 | Tschechoslowakei | Wolfgang-Meyer-Sportanlage, Hamburg |
| 26. Oktober 1969 |             |         |                  | Wolfgang-Meyer-Sportanlage, Hamburg |

| 9. November 1969 | Deutschland | 3 : 6 | Rumänien | Stadion am Bischofsholer Damm, Hannover |
| 9. November 1969 |             |       |          | Stadion am Bischofsholer Damm, Hannover |

| 1969 | Polen | 0 : 67 | Frankreich A | Akademia Wychowania Fizycznego, Warschau |
| 1969 |       |        |              | Akademia Wychowania Fizycznego, Warschau |

| 1969 | Deutschland | abgesagt | Polen |  |
| 1969 |             |          |       |  |

## Zweite Division

### Gruppe A
|    | Land        | Spiele | Siege | Unent. | Ndlg. | Spiel- punkte | Diff. | Tabellen- punkte |
| -- | ----------- | ------ | ----- | ------ | ----- | ------------- | ----- | ---------------- |
| 1. | Italien     | 2      | 2     | 0      | 0     | 39:3          | + 36  | 4                |
| 2. | Jugoslawien | 2      | 1     | 0      | 1     | 25:28         | − 3   | 2                |
| 3. | Bulgarien   | 2      | 0     | 0      | 2     | 6:39          | − 33  | 0                |

| 29. Dezember 1968 | Italien | 22 : 3 | Jugoslawien | Stadio Romolo Pacifici, San Donà di Piave |
| 29. Dezember 1968 |         |        |             | Stadio Romolo Pacifici, San Donà di Piave |

| 2. März 1969 | Bulgarien | 0 : 17 | Italien | Nationale Sportakademie „Wassil Lewski“, Sofia |
| 2. März 1969 |           |        |         | Nationale Sportakademie „Wassil Lewski“, Sofia |

| 1. Mai 1969 | Jugoslawien | 22 : 6 | Bulgarien | Gradski stadion, Pančevo |
| 1. Mai 1969 |             |        |           | Gradski stadion, Pančevo |

### Gruppe B
|    | Land     | Spiele | Siege | Unent. | Ndlg. | Spiel- punkte | Diff. | Tabellen- punkte |
| -- | -------- | ------ | ----- | ------ | ----- | ------------- | ----- | ---------------- |
| 1. | Spanien  | 2      | 2     | 0      | 0     | 32:16         | + 16  | 4                |
| 2. | Marokko  | 2      | 1     | 0      | 1     | 17:18         | − 1   | 2                |
| 3. | Portugal | 2      | 0     | 0      | 2     | 17:32         | − 15  | 0                |

| 23. März 1969 | Portugal | 11 : 15 | Spanien | Estádio Alfredo da Silva, Lavradio |
| 23. März 1969 |          |         |         | Estádio Alfredo da Silva, Lavradio |

| 13. April 1969 | Spanien | 18 : 0 | Marokko | Estadio Nacional Universidad Complutense, Madrid |
| 13. April 1969 |         |        |         | Estadio Nacional Universidad Complutense, Madrid |

| 20. April 1969 | Marokko | 15 : 6 | Portugal | Stade de C.O.C., Casablanca |
| 20. April 1969 |         |        |          | Stade de C.O.C., Casablanca |

### Gruppe C
|    | Land        | Spiele | Siege | Unent. | Ndlg. | Spiel- punkte | Diff. | Tabellen- punkte |
| -- | ----------- | ------ | ----- | ------ | ----- | ------------- | ----- | ---------------- |
| 1. | Belgien     | 1      | 1     | 0      | 0     | 9:5           | + 4   | 2                |
| 2. | Niederlande | 1      | 0     | 0      | 1     | 5:9           | − 4   | 0                |

| 30. März 1969 | Belgien | 9 : 5 | Niederlande | Heysel-Stadion (Annex), Brüssel |
| 30. März 1969 |         |       |             | Heysel-Stadion (Annex), Brüssel |

### Finalrunde
|    | Land    | Spiele | Siege | Unent. | Ndlg. | Spiel- punkte | Diff. | Tabellen- punkte |
| -- | ------- | ------ | ----- | ------ | ----- | ------------- | ----- | ---------------- |
| 1. | Italien | 2      | 2     | 0      | 0     | 42:5          | + 37  | 4                |
| 2. | Spanien | 2      | 1     | 0      | 1     | 46:15         | + 31  | 2                |
| 3. | Belgien | 2      | 0     | 0      | 2     | 3:71          | − 68  | 0                |

| 4. Mai 1969 | Italien | 12 : 5 | Spanien | Stadio Tommaso Fattori, L’Aquila |
| 4. Mai 1969 |         |        |         | Stadio Tommaso Fattori, L’Aquila |

| 10. Mai 1969 | Belgien | 0 : 30 | Italien | Heysel-Stadion (Annex), Brüssel |
| 10. Mai 1969 |         |        |         | Heysel-Stadion (Annex), Brüssel |

| 17. Mai 1969 | Spanien | 41 : 3 | Belgien | Estadio Nacional Universidad Complutense, Madrid |
| 17. Mai 1969 |         |        |         | Estadio Nacional Universidad Complutense, Madrid |